# Stazione di Crewe
La stazione di Crewe (in inglese Crewe railway station) è la principale stazione ferroviaria di Crewe, in Inghilterra.